# Euhebardula ignobilis
Euhebardula ignobilis är en kackerlacksart som först beskrevs av Walker, F. 1868.  Euhebardula ignobilis ingår i släktet Euhebardula och familjen småkackerlackor. Inga underarter finns listade i Catalogue of Life.